# Pampangue
Le pampangue (kapampangan en pampangue) est une langue parlée dans le centre de l'île de Luçon aux Philippines, par environ 2,5 millions de personnes.

## Sonorités
Le pampangue possède quinze consonnes et cinq voyelles. Quelques dialectes du Pampangue ont six voyelles. La structure des syllabes est relativement simple. Chaque syllabe comporte au moins une consonne et une voyelle.

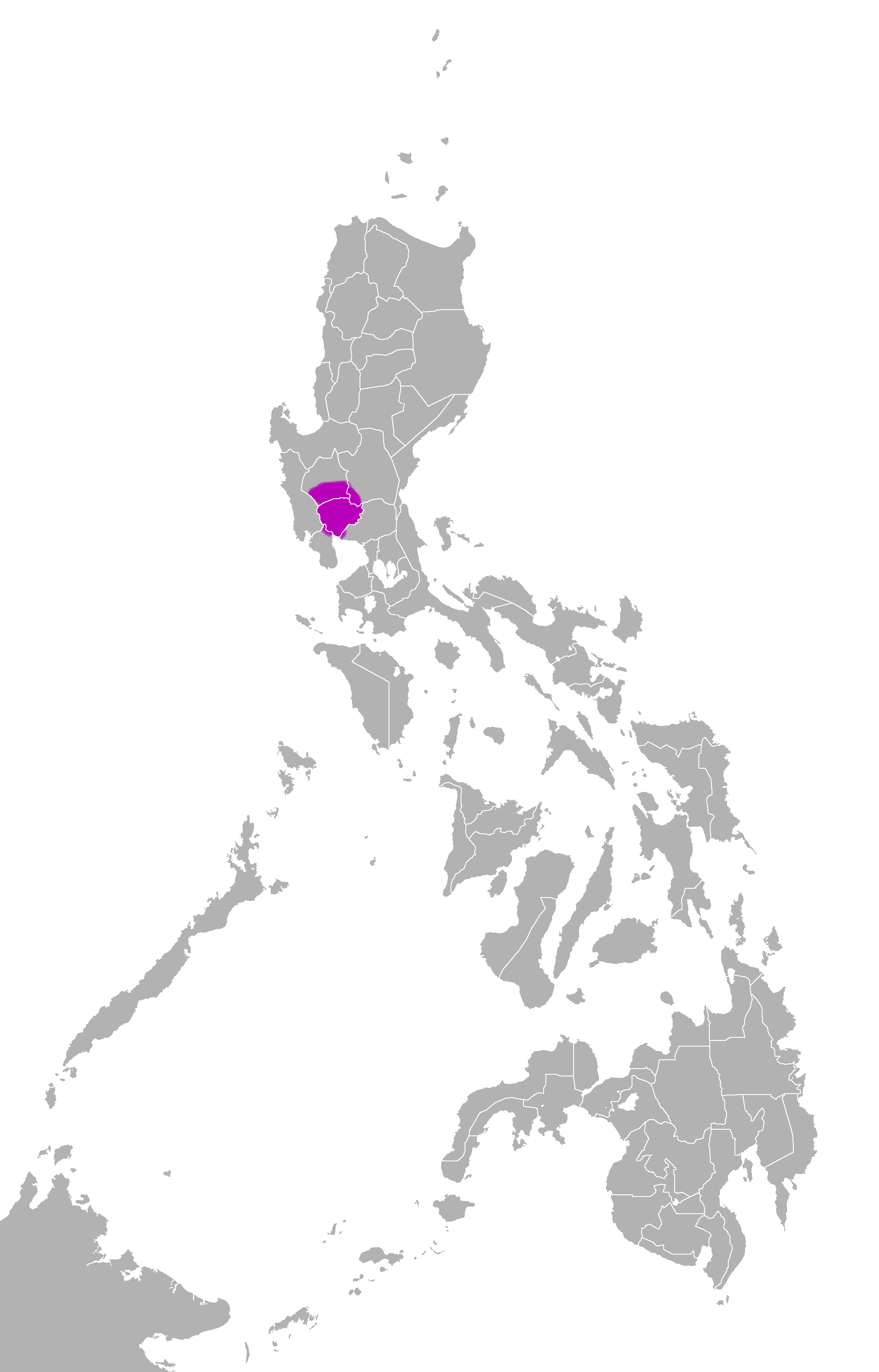
Aires de répartition des locuteurs du pampangue aux Philippines